# L’amour toujours (Album)
L’amour toujours ist das zweite Studioalbum des italienischen DJs und Musikproduzenten Gigi D’Agostino. Es erschien am 21. August 1999 über die Labels ZYX Music, Media Records und NoiseMaker.

## Produktion
Die Lieder wurden von Gigi D’Agostino produziert, wobei Gianfranco Bortolotti als Executive Producer fungierte.

## Covergestaltung
Das Albumcover zeigt ein Schwarz-weiß-Bild von Gigi D’Agostinos Gesicht sowie im Vordergrund seine Hand. Auf seiner Hand befindet sich das rote chinesische Schriftzeichen „wǔ“, das für „tanzen“ steht. Am oberen Bildrand steht der Titel L’amour toujours und rechts unten der Schriftzug Gigi D’Agostino, beides ebenfalls in Rot.

## Titelliste
CD 1 – Chansons for the Heart:
| #  | Titel                         | Länge |
| -- | ----------------------------- | ----- |
| 1  | Another Way                   | 6:02  |
| 2  | L’amour toujours              | 6:56  |
| 3  | Elisir                        | 5:33  |
| 4  | The Riddle                    | 4:44  |
| 5  | La Passion                    | 7:35  |
| 6  | The Way                       | 6:42  |
| 7  | Star                          | 5:23  |
| 8  | Bla Bla Bla (Dammentenza Mix) | 6:32  |
| 9  | L’amour                       | 3:31  |
| 10 | Music                         | 6:52  |
| 11 | Passion                       | 4:59  |
| 12 | Bla Bla Bla                   | 4:15  |

CD 2 – Beats for the Feet:
| #  | Titel                     | Länge |
| -- | ------------------------- | ----- |
| 1  | La dance                  | 4:53  |
| 2  | Movimento                 | 4:53  |
| 3  | La marche electronique    | 5:16  |
| 4  | Cuba Libre                | 4:41  |
| 5  | My Dimension              | 6:36  |
| 6  | The Riddle (Instrumental) | 4:05  |
| 7  | Tekno Jam                 | 9:49  |
| 8  | Coca e Avana              | 3:18  |
| 9  | Bla Bla Bla (Dark Mix)    | 5:38  |
| 10 | Elektro Message           | 3:51  |
| 11 | Fly                       | 5:15  |

## Kommerzieller Erfolg

### Chartplatzierungen und Singles
L’amour toujours stieg am 15. Mai 2000 auf Platz 70 in die deutschen Charts ein und steigerte sich in den folgenden Wochen kontinuierlich, bis es am 4. September 2000 mit Rang 10 die Höchstposition erreichte. Insgesamt hielt sich das Album 54 Wochen in den Top 100. Besonders erfolgreich war der Tonträger in Österreich, wo er die Chartspitze erreichte und sich 69 Wochen in den Charts halten konnte. Auch in der Schweiz und in Italien gelang L’amour toujours der Einstieg in die Charts auf Platz 53 bzw. 10.
Fünf Lieder des Albums wurden als Singles ausgekoppelt, die alle kommerziell erfolgreich waren. Die erste Auskopplung Bla Bla Bla erreichte Platz 4 der deutschen Charts, ebenso wie die dritte The Riddle. Der vierte Song La Passion erreichte Rang 2 und die letzte Single zum Titeltrack L’amour toujours belegte Position 3. Lediglich die zweite Veröffentlichung Another Way war mit Platz 16 nicht ganz so erfolgreich.
| ChartsChartplatzierungen | Höchstplatzierung | Wochen |
| ------------------------ | ----------------- | ------ |
| Deutschland (GfK)        | 10 (54 Wo.)       | 54     |
| Italien (FIMI)           | 10 (16 Wo.)       | 16     |
| Österreich (Ö3)          | 1 (69 Wo.)        | 69     |
| Schweiz (IFPI)           | 53 (21 Wo.)       | 21     |

| ChartsJahrescharts (2000) | Platzierung |
| ------------------------- | ----------- |
| Deutschland (GfK)         | 34          |
| Österreich (Ö3)           | 1           |

| ChartsJahrescharts (2001) | Platzierung |
| ------------------------- | ----------- |
| Deutschland (GfK)         | 97          |
| Österreich (Ö3)           | 15          |

### Auszeichnungen für Musikverkäufe
Im Jahr 2001 wurde L’amour toujours in Deutschland für mehr als 300.000 verkaufte Exemplare mit einer Platin-Schallplatte ausgezeichnet. In Österreich erhielt das Album für über 150.000 Verkäufe 3-fach Platin. Außerdem wurden die Singles Bla Bla Bla, The Riddle, La Passion und L’amour toujours für je 250.000 verkaufte Einheiten in Deutschland mit einer Goldenen Schallplatte ausgezeichnet.
| Land/Region        | Auszeichnungen für Musikverkäufe (Land/Region, Auszeichnung, Verkäufe) | Verkäufe |
| ------------------ | ---------------------------------------------------------------------- | -------- |
| Deutschland (BVMI) | Platin                                                                 | 300.000  |
| Italien (FIMI)     | Gold                                                                   | 25.000   |
| Niederlande (NVPI) | Gold                                                                   | 40.000   |
| Österreich (IFPI)  | 3× Platin                                                              | 150.000  |
| Polen (ZPAV)       | Gold                                                                   | 35.000   |
| Insgesamt          | 3× Gold · 4× Platin ·                                                  | 550.000  |